# Anonymous Content
Anonymous Content is een Amerikaans productiebedrijf en talentenbureau dat hoofdzakelijk films en tv-series maakt. Het werd in 1999 opgericht door producent Steve Golin.

## Geschiedenis
In 1999, nadat hij het door hem opgerichte productiebedrijf Propaganda Films verlaten had, richtte producent Steve Golin met Anonymous Content een nieuw productiebedrijf op. In de eerste jaren creëerde het bedrijf films als Eternal Sunshine of the Spotless Mind (2004) en Babel (2006). Daarnaast ontwikkelde het ook reclamespots, waaronder een reeks korte films voor autofabrikant BMW. Bekende regisseurs en acteurs als John Frankenheimer, Alejandro González Iñárritu, John Woo, Guy Ritchie, Clive Owen en Mickey Rourke werkten aan de reclamefilmpjes mee. In 2015 ontwikkelde Golin met Anonymous Content de dramafilm Spotlight. De film werd begin 2016 bekroond met de Oscar voor beste film.
In de jaren 2010 begon Anonymous Content ook met de productie van tv-series. Zo produceerde het bedrijf onder meer True Detective, Mr. Robot, 13 Reasons Why en The Alienist. In 2014 sloot het productiebedrijf een samenwerkingsakkoord met Paramount Television. In 2017 werd die samenwerking verlengd.

## Filmografie

### Film (selectie)
- Eternal Sunshine of the Spotless Mind (2004)
- Babel (2006)
- Winter's Bone (2010)
- The Beaver (2011)
- Seeking a Friend for the End of the World (2012)
- The Fifth Estate (2013)
- Spotlight (2015)
- The Revenant (2015)
- Collateral Beauty (2016)
- Boy Erased (2018)
- Outlaw King (2018)
- The Beach Bum (2019)

### Televisie (selectie)
- True Detective (2014–)
- The Knick (2014–2015)
- Mr. Robot (2015–2019)
- 13 Reasons Why (2017–)
- The Alienist (2018)
- Maniac (2018)